# Ron Flockhart
Ron Flockhart, född 16 juni 1923 i Edinburgh, död 12 april 1962 i Dandenong Ranges i Victoria, Australien, var en skotsk racerförare.

## Racingkarriär
Flockhart började sin karriär i formel 3 1951. Han körde sitt första formel 1-lopp vid Storbritanniens Grand Prix 1954 i en Maserati 250F som han delade med Prince Bira. Flockhart körde sedan ytterligare tretton F1-lopp mellan 1956 och 1960, med en tredjeplats i Italiens Grand Prix 1956 som bästa resultat.
Flockhart vann även Le Mans 24-timmars två år i rad 1956 och 1957, med Ecurie Ecosses Jaguar D-Type.
Flockhart omkom i en flygolycka i Australien 1962.

## F1-karriär
| Säsong | Stall/Tillverkare         | Poäng | Placering |
| ------ | ------------------------- | ----- | --------- |
| 1954   | Bira (Maserati)           | 0     | -         |
| 1956   | BRM Connaught Engineering | 0 4   | 11        |
| 1957   | BRM                       | 0     | -         |
| 1958   | BRM                       | 0     | -         |
| 1959   | BRM                       | 0     | -         |
| 1960   | Lotus-Climax Cooper       | 1 0   | 25        |

### Trea i F1-lopp
1. Italien 1956